# Sesamia pecki
Sesamia pecki là một loài bướm đêm trong họ Noctuidae.